# 안세욱
안세욱(1948년 3월 13일 ~ )은 조선민주주의인민공화국의 축구 지도자이다.
그는 선수 시절 1975년에 조선민주주의인민공화국 축구 국가대표팀 소속으로 1골을 넣었다.또한 1991년에는 남북 단일팀의 감독으로 1991년 FIFA 세계 청소년 축구 선수권 대회에 참가했다.